# Кривое Село (Пинский район)
Криво́е Село́ (бел. Крывое Сяло) — деревня в Пинском районе Брестской области Белоруссии, входит в состав Плещицкого сельсовета. По переписи 2019 года — без населения.

## География
Расположена в 5 км (7 км по автодорогам) к востоку-юго-востоку от центра сельсовета, агрогородка Плещицы, и в 13,5 км (16 км по автодорогам) к юго-востоку от центра Пинска. К югу от деревни находится кладбище.

## История
Известна со времён князей Витовта и Казимира (т. е. с XV века) как владение Анцушковичей. В первой четверти XVI века — вотчина Марины Юрьевны Анцушкович, вышедшей замуж за клецкого боярина Фёдора Петровича Щепу. Затем упоминается в 1551 году как владение боярина Семёна Велецицкого, которое он продал пинскому боярину Ивану Григоровичу. В то время село входило в состав Христиболовичской волости Пинского староства. С 1560-х — в Пинском повете Берестейского воеводства ВКЛ. По ревизии Л. Войны в селе было 2 двора с 2 волоками 10 моргами земли, за которую платили 3 копы 11 грошей.
После второго раздела Речи Посполитой 1793 года в составе Российской империи, с 1796 года — в Пинском уезде Минской губернии. В 1840-х годах — деревня с имением К. Бутримовича, в которой проживало 4 ревизские души крестьян. По переписи 1897 года — околица Лемешевичской волости того же уезда, 11 дворов. В 1909 году — 14 дворов.
В 1921—1939 годах — в составе Польши, в гмине Лемешевичи Пинского повета Полесского воеводства. По переписи 1921 года в деревне Кривое Село было 11 жилых домов, в которых проживало 73 человека (34 мужчины, 39 женщин), все белорусы (по вероисповеданию — православные).
С 1939 года — в составе БССР, с 1940 года — в Плещицком сельсовете Пинского района Пинской области, в 1940 году — 11 дворов. С июля 1941 по июль 1944 года была оккупирована немецко-фашистскими захватчиками; при отступлении они сожгли деревню. С 1954 года — в Брестской области, в составе колхоза им. Мичурина. В 1960 году — в составе Лопатинского сельсовета. В 1970 году деревня была в составе колхоза «Путь Ленина». В апреле 1985 года вновь передана в Плещицкий сельсовет.

## Население
| Численность населения (по переписям) | Численность населения (по переписям) | Численность населения (по переписям) | Численность населения (по переписям) | Численность населения (по переписям) | Численность населения (по переписям) | Численность населения (по переписям) | Численность населения (по переписям) | Численность населения (по переписям) |
| 1897                                 | 1909                                 | 1921                                 | 1940                                 | 1960                                 | 1970                                 | 1999                                 | 2009                                 | 2019                                 |
| ------------------------------------ | ------------------------------------ | ------------------------------------ | ------------------------------------ | ------------------------------------ | ------------------------------------ | ------------------------------------ | ------------------------------------ | ------------------------------------ |
| 68                                   | ↗133                                 | ↘73                                  | ↘30                                  | ↗47                                  | ↘21                                  | ↘4                                   | ↘3                                   | ↘0                                   |